# Just a Little While
Singles de Janet Jackson
"Janet Megamix 04"
(2003) "I Want You"
(2004)
Just a Little While est une chanson de Janet Jackson. Écrite par Janet Jackson et Dallas Austin, la chanson a fait office de lead single pour l'album Damita Jo et a remporté un succès mitigé.

## Informations
Virgin a annoncé la sortie du single pour le 2 février 2004, c'est-à-dire le lendemain du scandale du Nipplegate. À cause de cet incident survenu lors du Super Bowl XXXVIII, la chanson a été un échec commercial. Ce fut le premier single de Janet Jackson a ne pas atteindre le top 40 depuis son album Dream Street en 1984. La chanson a malgré tout reçu de bonnes critiques.

## Clip
Le clip a été réalisé par Dave Meyers. Janet Jackson y porte une tenue qui ressemble beaucoup à celle qu'elle portait lors du Super Bowl. C'est probablement pour cette raison que le clip n'est pas sorti aux États-Unis. C'est une version live filmée lors de l'émission Hits & Co qui figure sur la compilation From janet. to Damita Jo: The Videos. La version originale se trouve sur YouTube et le DVD EMI DVD Sampler: Vol. 4.

## Supports
| - Vinyle Australie (7243 5 47896 6 3) A. "Just a Little While" (Album Version) – 4:11 B. "Just a Little While" (Maurice's Nu Soul Remix) – 7:12 - CD Australie (7243 8 48473 2 5) - CD promo Japon (VJCP-12177) - CD Japon (VJCP-12177) 1. "Just a Little While" (Single Radio Edit) – 3:59 2. "Just a Little While" (Peter Rauhofer Club Mix) – 9:28 3. "Just a Little While" (Maurice's Nu Soul Remix) – 7:12 - Vinyle promo États-Unis (7243 5 48471 1 0) A1. "Just a Little While" (Album Version) – 4:11 A2. "Just a Little While" (Maurice's Nu Soul Remix) – 7:12 B1. "Just a Little While" (Peter Rauhofer Club Mix) – 9:28 - CD États-Unis (7087 6 18489 2 2) - CD promo États-Unis (184892) 1. "Just a Little While" (Single Radio Edit) – 3:59 2. "Just a Little While" (Peter Rauhofer Radio Edit) – 3:58 3. "Just a Little While" (Peter Rauhofer Club Mix) – 9:28 4. "Just a Little While" (Maurice's Nu Soul Radio Edit) – 3:36 5. "Just a Little While" (Maurice's Nu Soul Remix) – 7:12 - Double-vinyle États-Unis (7087 6 18489 1 5) A. "Just a Little While" (Peter Rauhofer Club Mix) – 9:28 B. "Just a Little While" (Peter Rauhofer Dub Mix) – 6:37 C. "Just a Little While" (Maurice's Nu Soul Remix) – 7:12 D. "Just a Little While" (Maurice's Nu Soul Dub) – 7:14 | - CD promo Royaume-Uni #"Just a Little While" (UK Mix TV Edit) – 3:06 - Vinyle promo Royaume-Uni (VUSTDJ 285) - Vinyle Royaume-Uni (VUST285) A1. "Just a Little While" (Album Version) – 4:11 A2. "Just a Little While" (Maurice's Nu Soul Remix) – 7:12 B1. "Just a Little While" (Peter Rauhofer Club Mix) – 9:28 - Royaume-Uni CD 1 (7243 5 47969 2 0) 1. "Just a Little While" (UK Radio Edit) – 4:05 2. "Just a Little While" (Peter Rauhofer Radio Edit) – 3:58 - Royaume-Uni CD 2 (7243 5 47969 0 6) 1. "Just a Little While" (UK Radio Edit) – 4:04 2. "Janet Megamix 04" (Chris Cox Radio Edit) – 4:15 3. "Just a Little While" (Maurice's Nu Soul Remix) – 7:12 4. "Just a Little While" (Video) - CD promo Espagne (JANET1) 1. "Just a Little While" (Single Radio Edit) – 3:59 - CD promo France (7243 5 48854 2 6) 1. "Just a Little While" (New Radio Edit 1) – 4:08 2. "Just a Little While" (New Radio Edit 2) – 3:06 - CD Canada (478942) 1. "Just a Little While" (Single Radio Edit) – 3:59 2. "Just a Little While" (Peter Rauhofer Radio Edit) – 3:58 |

## Remixes officiels
- Album Version – 4:13[17]
- Edit Version – 4:02[17]
- Radio Edit – 3:59[6]
- New Radio Edit 2 – 3:07[15]
- Album Instrumental – 4:12[18]

- UK Mix / UK Radio Edit / New Radio Edit 1 – 4:05[15]
- UK Mix TV Edit – 3:06[9]
- Peter Rauhofer Club Mix – 9:28[18]
- Peter Rauhofer Radio Edit – 3:58[6]
- Peter Rauhofer Dub Mix – 6:37[8]
- Maurice's Nu Soul Remix – 7:12[6]
- Maurice's Nu Soul Radio Edit – 3:36[6]
- Maurice's Nu Soul Mix (Edit) – 4:42[19]
- Maurice's Nu Soul Dub – 7:14[8]

## Classements
| Pays (2004)                              | Meilleure position |
| ---------------------------------------- | ------------------ |
| Australie                                | 20                 |
| Belgique (Flandre)                       | 44                 |
| Belgique (Wallonie)                      | 2                  |
| Canada                                   | 3                  |
| Danemark                                 | 17                 |
| Pays-Bas                                 | 43                 |
| France                                   | 72                 |
| Allemagne                                | 54                 |
| Hongrie                                  | 10                 |
| Irlande                                  | 50                 |
| Italie                                   | 16                 |
| Espagne                                  | 6                  |
| Suisse                                   | 37                 |
| Royaume-Uni                              | 15                 |
| États-Unis Billboard Hot 100             | 45                 |
| États-Unis Hot R&B/Hip-Hop Singles Sales | 29                 |
| États-Unis Hot Dance Club Play           | 1                  |

| Pays (2004)                    | Position |
| ------------------------------ | -------- |
| États-Unis Hot Dance Club Play | 28       |